# Ottleya wrightii
Ottleya wrightii är en ärtväxtart som först beskrevs av Asa Gray, och fick sitt nu gällande namn av Dmitry Dmitrievich Sokoloff. Ottleya wrightii ingår i släktet Ottleya och familjen ärtväxter. Inga underarter finns listade i Catalogue of Life.